# Bázishatás
A bázishatás közgazdasági fogalma azt jelzi, hogy a referenciapont megválasztása milyen hatással van az aktuális adatpont értékére.
Az infláció esetében ez azt jelenti, hogy amennyiben az egy évvel korábbi infláció alacsony volt, akkor egy viszonylag csekély áremelkedés is jelentős %-os inflációt mutat, míg amennyiben az előző év azonos időszakában nagy volt az áremelkedés üteme, akkor az adott évi komoly áremelkedés is kisebb %-os arányt jelent.

## Példa
Amennyiben az első évben az árszínvonal 100 volt, és ez a következő évben 150-re emelkedett, 50%-os inflációról beszélünk. Amennyiben a harmadik évben az árszínvonal további 50 ponttal emelkedett 200-ra, az infláció aránya már csak 33,33% lesz (200/150) 
Tehát bár a harmadik évre az áremelkedés abszolút értékben ugyanakkora volt, a bázishatás következtében az infláció üteme 50%-ról 33,3%-ra csökkent.

## Fordítás
- Ez a szócikk részben vagy egészben  a   Base effect című angol Wikipédia-szócikk ezen változatának fordításán alapul.  Az eredeti cikk szerkesztőit annak laptörténete sorolja fel. Ez a jelzés csupán a megfogalmazás eredetét és a szerzői jogokat jelzi, nem szolgál a cikkben szereplő információk forrásmegjelöléseként.